# Лонго, Бартоломей
Бартоломе́й (Варфоломе́й) Ло́нго (итал. Bartolo Longo; 10 февраля 1841, Латиано, Терра д’Отранто — 5 октября 1926, Помпеи, Кампания) — блаженный Римско-Католической Церкви. Известен особым почитанием молитвы святого Розария, который он распространял после своего духовного обращения.
В 2025 году папа Франциск одобрил канонизацию Лонго.

## Биография
Родился 10 февраля 1841 года в богатой семье в небольшом южном итальянском городе Латиано, возле города Бриндизи. Родители Бартоломея Лонго были набожными католиками, но после смерти матери в 1851 году Бартоломей стал постепенно терять христианскую веру.
Учась в университете Неаполя, познакомился с движением, связанным с сатанинским культом и через некоторое время, пройдя обряд инициации в этом движении, стал сатанинским служителем. Будучи служителем этого культа, испытал определенные духовные видения, которые привели его к депрессии. Обеспокоенный своим душевным состоянием, обратился к своему другу Виченце Пепе, который помог ему оставить эту антихристианскую духовную практику, познакомив его с доминиканцем Альберто Раденте. После длительного раскаяния 7 октября 1871 года он решил жить согласно доминиканской духовности, взяв себе новое имя Розарий, связанное с известной католической молитвой святого Розария.
В 1872 году переезжает в Помпеи, где присоединяется к благотворительной группе, которая помогает бедным. В это время он испытывает сильные искушения, связанные со своей прошлой жизнью. Вспомнив слова своего духовного наставника о. Альберто о том, что основатель доминиканского ордена святой Доминик призывал молиться молитвой святого Розария, Бартоломей Лонго начинает заниматься распространением этой молитвы. Слова святого Доминика о том, что «кто распространяет святой Розарий, будет спасён» вернули ему спокойствие и Бартоломей Лонго становится апостолом этой молитвы.
С 1873 года он начинает восстанавливать разрушенную церковь, основывает различные благотворительные фонды.
В 1875 году по благословению епископа Нола начинает в Помпеях строительство новой церкви, которая была освящена 7 апреля 1891 года.
1885 года венчался с графиней Марианной ди Фуско. Эта супружеская пара жила в целомудрии, помогая сиротам. В 1906 году они пожертвовали всю свою собственность Святому Престолу и Помпейскому диоцезу.
5 октября 1926 года, в возрасте 85 лет, Бартоломей Лонго умирает. В его честь в Помпеях названа площадь, на которой стоит построенная им базилика.

## Почитание
7 октября 2003 года был беатифицирован римским папой Иоанном Павлом II как апостол молитвы святого Розария.
День памяти — 5 октября.